# Monte Tantané
Il Monte Tantané (pron. fr. AFI: [tɑ̃tane]) o, in francese, Mont Tantané (2.734 m s.l.m.) è una montagna valdostana dei Contrafforti valdostani del Monte Rosa nelle Alpi Pennine. Si trova tra i comuni di La Magdeleine e di Châtillon.

## Caratteristiche

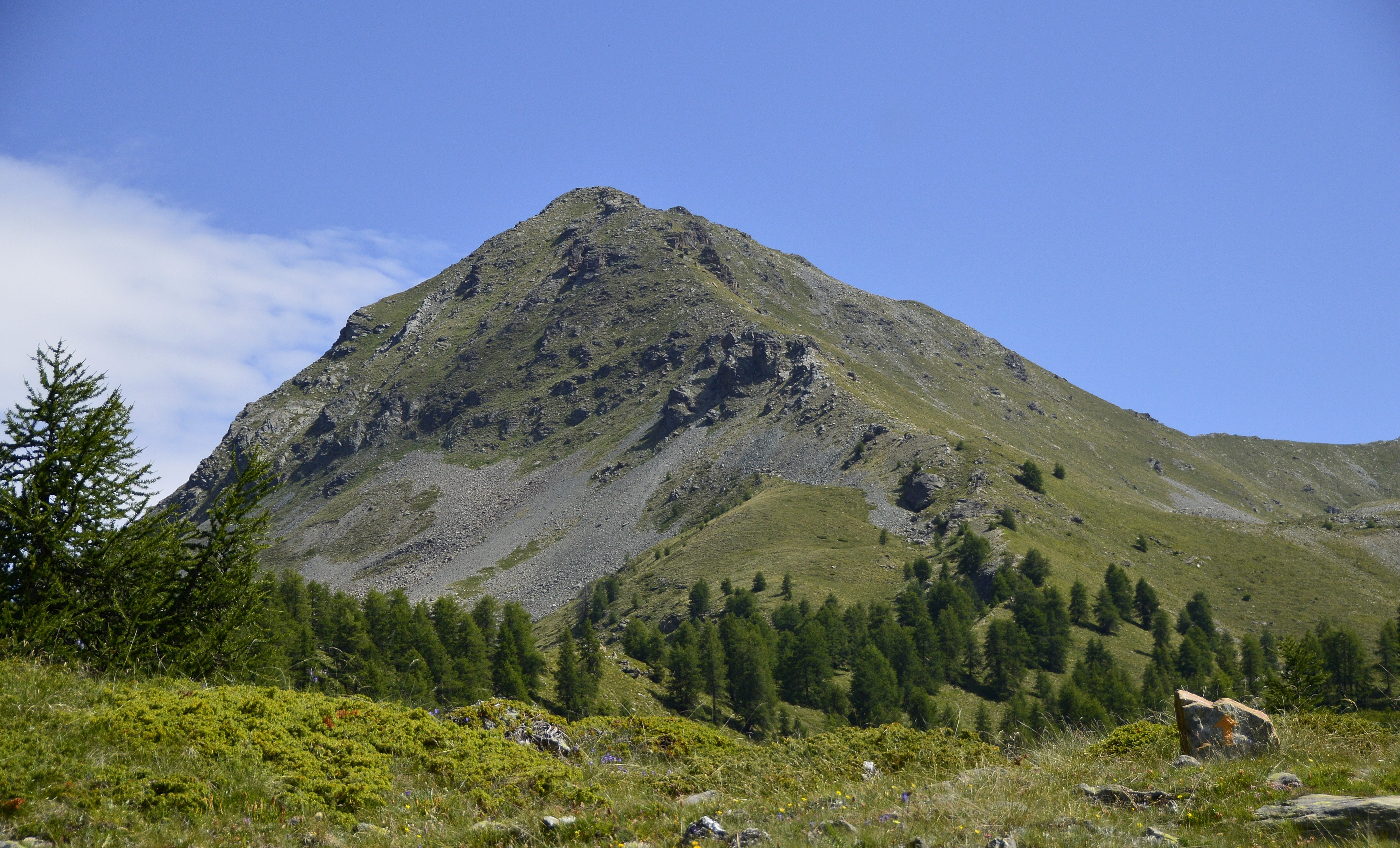
Monte Tantané dall'alpe Chancellier

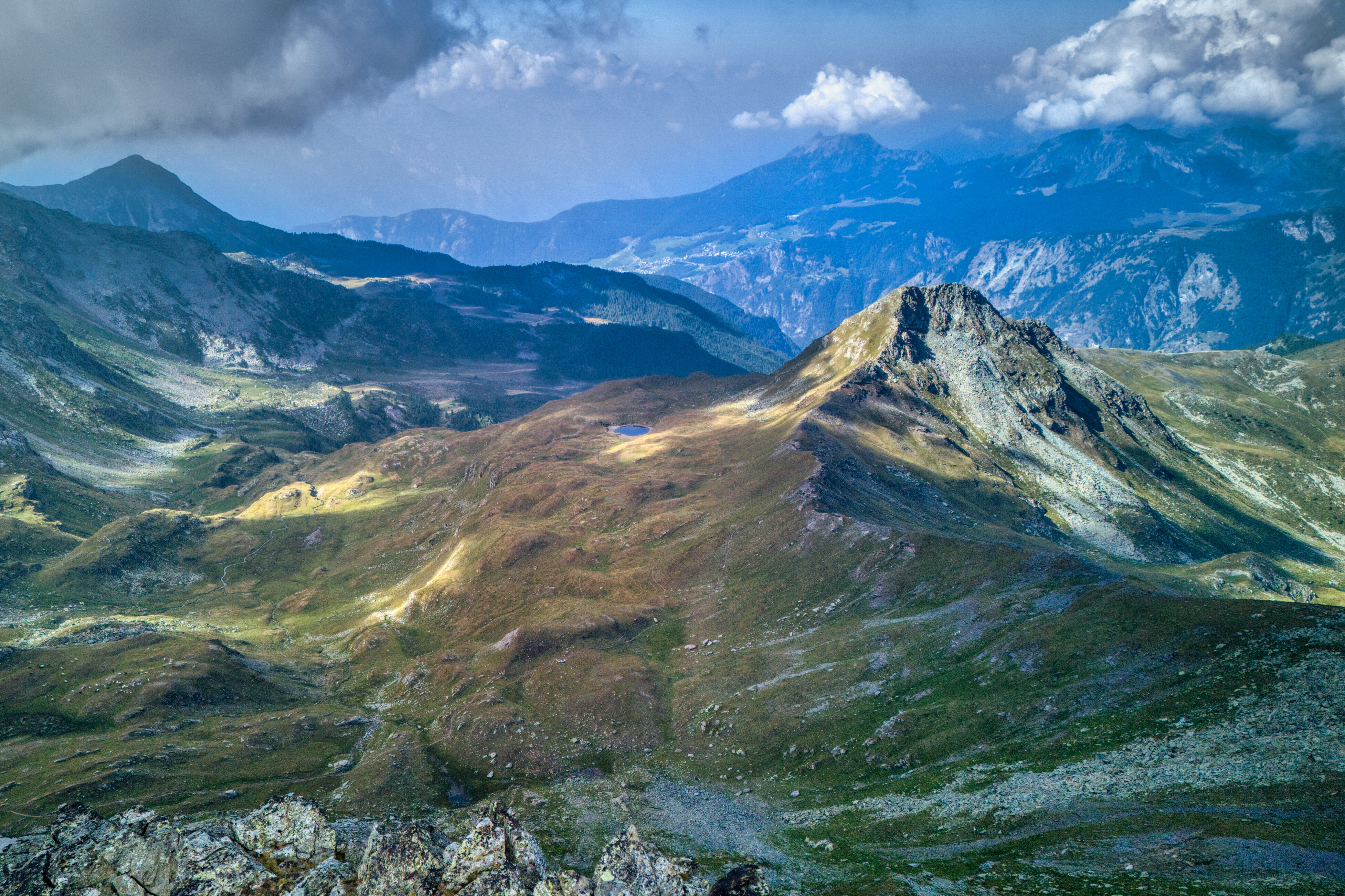
Monte Tantané (a sinistra) visto dalla Becca Trecare

La montagna è posta sullo spartiacque tra la Valtournenche e la Val d'Ayas in posizione particolarmente panoramica.
Ai piedi della piramide sommitale del monte si trovano i resti di un antico villaggio dei Salassi.

## Salita alla vetta

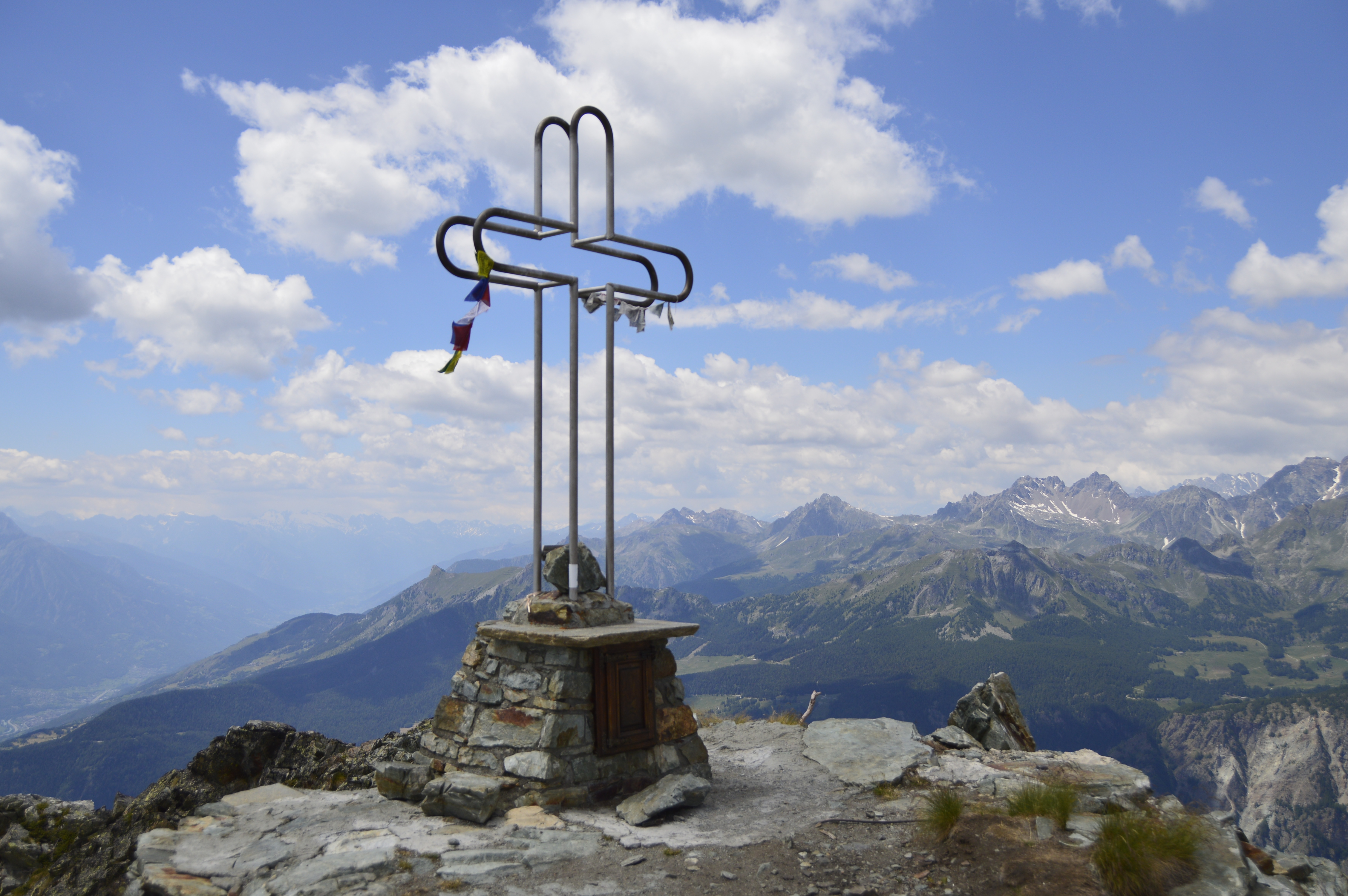
Vetta del Monte Tantané

Si può salire sulla vetta partendo da Artaz, località di La Magdeleine, oppure dalla val d'Ayas via Col Portola. In entrambi i casi la difficoltà è considerata EE.

## Topografia
Sulla cima della montagna  l'IGM ha definito un vertice geodetico materializzato da un centrino metallico infisso sulla roccia, dal nome MONTE TANTANE' (codice 029066).